# Ethel Sargant
Ethel Sargant (Londres, 28 de octubre de 1863-Sidmouth, Inglaterra, 16 de enero de 1918) fue una botánica inglesa.

## Biografía
Ethel, tercera hija de Henry Sargant y de Emma Beale, siendo educada en el "North London Collegiate School"; y, de 1881 a 1885, en el "Girton College" de la Universidad de Cambridge.
Después de algunos años, pasó a realizar trabajos botánicos, colaborando, de 1892 a 1893, con Dr. D.H. Scott en el Laboratorio Jodrell de los Jardines Botánicos Reales de Kew. En los años siguientes, se especializó en la anatomía vegetal de las fanerógamas, dando cursos y conferencias en la Universidad de Londres, desde 1907.
En 1912, se estableció en Old Rectory, Girton, donde, en 1913, fue elegida miembro honoraria del Girton College. En 1913, también asumió la presidencia de la Seccional de botánica de la Asociación Británica para el Avance de la Ciencia, en Birmingham, y la presidencia de la "Federation of University Women" (en 1918).
Con la novel Agnes Arber (1879-1960), y gracias al club científico de su escuela, ubica a la autora especialista de la anatomía de los embriones vegetales, que poseía un laboratorio privado en el cual invita a la joven Agnes a pasar sus vacaciones; exactamente antes de su entrada al University College de Londres en 1897. Viajó extensamente con Margaret Jane Benson, una joven científica compañera, recogiendo muestras, equipos de laboratorio, y el encuentro con otros botánicos del mundo.
Durante la Primera Guerra Mundial, organizó un registro de las mujeres universitarias calificadas para ejercer trabajos relevantes a nivel nacional, control que asumió posteriormente el Ministerio do Trabajo.
- Portal:Biografías. Contenido relacionado con Botánica.
- Portal:Biología. Contenido relacionado con Taxonomía.